# Leonetto Cappiello
Leonetto Cappiello (9 d'abril de 1875, Livorno, Itàlia - 2 de febrer de 1942 a Canes, França) va ser un dissenyador de cartells d'art italià que va viure a París. És conegut com un dels "pares de la publicitat moderna", per la seva innovació en el disseny de cartells. El cartell publicitari de principis de segle XX es caracteritza per una qualitat pictòrica destacada, tal com s'evidencia en els treballs d'altres cartellistes com Jules Chéret, Choubrac Alfred o Hugo D'Alesi.
Cappiello, igual que altres joves artistes, va treballar de manera contrària als seus predecessors. Fou el primer cartellista a utilitzar xifres negres que sortien d'un fons negre, un contrast sorprenent amb la norma dels cartells de l'època.
Cappiello no va tenir una formació artística reglada. La primera exposició de la seva obra va ser el 1892, quan la pintura va ser exhibida al Museu Municipal de Florència.
Al Museu Nacional d'Art de Catalunya es pot veure una obra seva, una aiguatinta sobre paper, titulat Cases velles.